# 扶桑化学工業
扶桑化学工業株式会社（ふそうかがくこうぎょう、英文社名：Fuso Chemical Co., Ltd.）は、本社を大阪府大阪市中央区高麗橋に、東京本社を東京都中央区日本橋小舟町に置く化学品メーカーである。リンゴ酸・クエン酸などの果実酸や、半導体研磨剤原料の超高純度コロイダルシリカでは世界的に大きなシェアを占めている。JPX日経インデックス400およびJPX日経中小型株指数の構成銘柄の一つ。
経済産業省が2014年に公表した「グローバルニッチトップ企業100選」に選ばれている。

## 概要
創業者の赤澤庄三が1957年に帝國製薬の大阪工場を独立させ設立。1962年に無水マレイン酸を原料としてリンゴ酸の製造を開始した。このリンゴ酸がライフサイエンス事業の起点となり、現在も同社の主力製品の一つである。そのため、会社のロゴマークはリンゴがモチーフとなっている。同社は食品・飲料用途の果実酸や半導体研磨剤原料用途の超高純度コロイダルシリカという世界的に見てもニッチな市場で強みを発揮している。2014年5月には、三井化学株式会社からリンゴ酸の原料である無水マレイン酸を製造販売する有機酸事業の承継について基本合意している。
なお、同じ扶桑の冠で大阪市中央区に本社を置く医薬品メーカー『扶桑薬品工業』とは関係がない。
大輪会の会員企業である。

## 沿革
- 1957年（昭和32年） - 資本金2,000千円で大阪市淀川区に帝國製薬株式会社大阪工場を独立させ、扶桑化学工業株式会社を設立。
- 1962年（昭和37年） - 食品添加物「リンゴ酸」の製造開始。
- 1986年（昭和61年） - 「クエン酸」の精製を開始。
- 1994年（平成06年） - 青島扶桑精製加工有限公司を設立。
- 2001年（平成13年） - ジャスダック市場に株式を上場。
- 2003年（平成15年） - 藤沢薬品工業株式会社（現・アステラス製薬）より国内化成品事業及び米国子会社「PMP ファーメンテーションプロダクツ インコーポレイティド」の全株式を買収。
- 2008年（平成20年） - FUSO (THAILAND) CO., LTD.を設立。株式会社ヤマノホールディングスより株式会社エックスワン[注釈 1]の全株式を取得。
- 2013年（平成25年） - 神奈川県川崎市のかながわサイエンスパーク内に東京研究所を開設。
- 2014年（平成26年） - 株式会社エックスワンの株式の大部分を売却し、関連会社から外れる。三井化学株式会社より有機酸事業を承継。
- 2015年（平成27年） - 東京証券取引所第一部に市場変更。

## 製品

### ライフサイエンス事業
- リンゴ酸類
- フマル酸類
- コハク酸類
- クエン酸類
- グルコン酸類
- 乳酸類
- イタコン酸類
- ビタミンC類
- 食品製剤類
- 化成品および製剤
- その他果実酸

### 電子材料および機能性化学品事業
- 超高純度コロイダルシリカ
- 高純度オルガノシリカゾル
- 微粉球状シリカ
- アルキルシリケート
- 高純度果実酸
- ファインケミカル
- その他機能性化学品

## 事業所

### 国内
- 本社 （大阪府大阪市中央区北浜三丁目 日本生命淀屋橋ビル）
- 東京本社 （東京都中央区日本橋小舟町）
- 新大阪事業所 （大阪府大阪市淀川区新高）

#### 工場
- 京都事業所 （京都府福知山市長田野町）
- 鹿島事業所 （茨城県神栖市東和田）

- 大阪工場 （大阪府堺市西区築港新町）

#### 研究所
- 東京研究所 （神奈川県川崎市高津区）
- 神戸研究所 （兵庫県神戸市中央区）

### 国外
- 中国 青島扶桑精製加工有限公司（山東省青島市労山区株洲路）
- アメリカ PMP Fermentation Products, Inc.（イリノイ州ピオリア市）青島
- タイ FUSO(THAILAND)CO., LTD.（バンコク）